# Jennifer Clark-Rouire
Jennifer Clark-Rouire (* 18. Mai 1975 in Winnipeg) ist eine kanadische Curlerin. Sie spielt auf der Position des Skip und ist Mitglied des St. Vital CC.
Bei der Curling-Weltmeisterschaft 2008 in Vernon gewann Clark-Rouire als Ersatzspielerin im Team von Skip Jennifer Jones die Goldmedaille. Die Round Robin hatte das Team als Zweiter abgeschlossen. Das Page-Playoff-Spiel verlor man gegen China mit Skip Wang Bingyu mit 5:7, dagegen gewann man das Halbfinale gegen Japan mit 9:8. Im Finale gegen China gewann das Team 7:4
Bei der Curling-Weltmeisterschaft 2009 belegte sie den vierten Platz.
Clark-Rouire gewann am 28. März 2010 mit dem kanadischen Team um Skip Jennifer Jones die Bronzemedaille bei der Curling-Weltmeisterschaft. Im kanadischen Swift Current besiegte die Mannschaft im Spiel um den 3. Platz das Team Schweden um Skip Cecilia Östlund mit 9:6 Steinen.

## Teammitglieder (Team Clark-Rouire)
- Jackie McCormick (Third)
- Derna Watson (Second)
- Danielle Shrumm (Lead)

## Erfolge
- 1. Platz Weltmeisterschaft 2008
- 3. Platz Weltmeisterschaft 2010